# Piszczuryno
Piszczuryno – dawna wieś. Tereny, na których leżała, znajdują się obecnie na Białorusi, w obwodzie witebskim, w rejonie szarkowszczyńskim, w sielsowiecie Bildziugi.

## Historia
W czasach zaborów wieś prywatna w powiecie dzisieńskim, w guberni wileńskiej Imperium Rosyjskiego.
W latach 1921–1945 wieś leżała w Polsce, w województwie wileńskim, w powiecie dziśnieńskim (od 1926 w powiecie brasławskim) w gminie Nowy Pohost.
Według Powszechnego Spisu Ludności z 1921 roku zamieszkiwały tu 53 osoby, 11 było wyznania rzymskokatolickiego, 2 prawosławnego a 40 staroobrzędowego. Jednocześnie 1 mieszkaniec zadeklarował polską, 38 białoruską a 14 rosyjską przynależność narodową. Było tu 10 budynków mieszkalnych. W 1931 w 9 domach zamieszkiwały 53 osoby.
Wierni należeli do parafii rzymskokatolickiej i prawosławnej w Nowym Pohoście. Miejscowość podlegała pod Sąd Grodzki w Drui i Okręgowy w Wilnie; właściwy urząd pocztowy mieścił się w Nowym Pohoście.